# Visconde Sydney

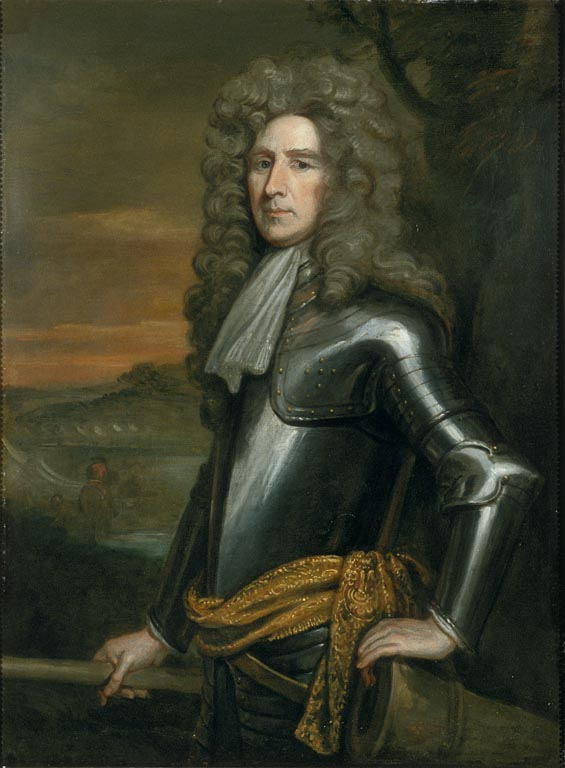
Henry Sydney, 1.º Conde de Romney

Visconde Sydney (também escrito como Sidney) foi um título criado duas vezes na história da Inglaterra. Ele foi elevado duas vezes do baronato e tornou-se conde uma vez.

## Primeira criação (1689)
O título foi criado em 9 de abril de 1689, quando Henry Sydney foi elevado de Barão Sydney a Visconde Sydney no pariato da Inglaterra. Ele também tornou-se Conde de Romney em 14 de maio de 1694, porém os títulos foram extintos em 1704 por Henry ter morrido sem casar-se.

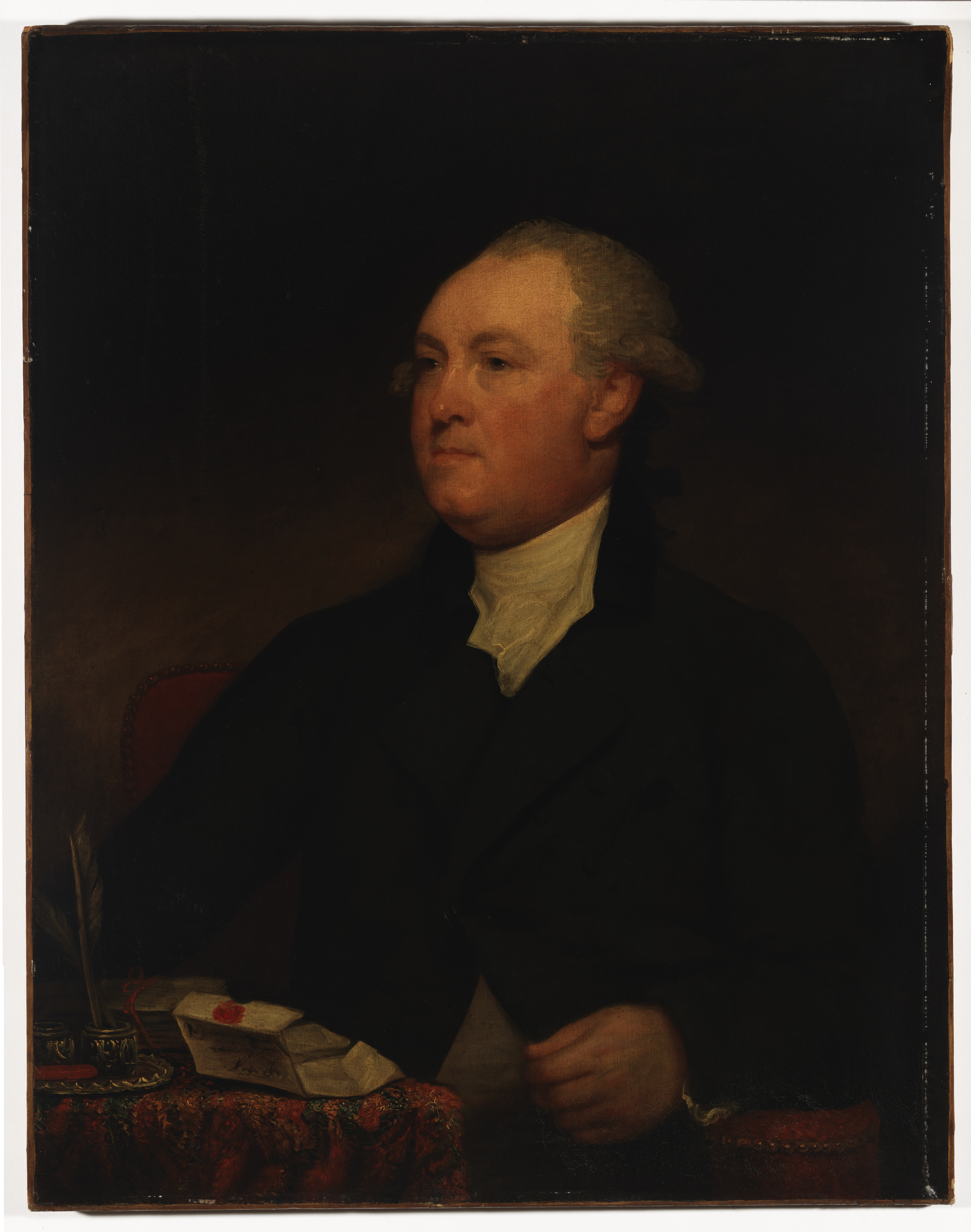
Thomas Townshend, 1.º Visconde Sydney

## Segunda criação (1789)
A segunda criação ocorreu em 11 de junho de 1789, quando Thomas Townshend foi elevado de barão a visconde. O título foi elevado a conde por John Townshend em 27 de fevereiro de 1874, porém foi extinto com sua morte em 1890 por não ter gerado filhos.

### Lista de viscondes Sydney (segunda criação)
- Thomas Townshend, 1.º Visconde Sydney
- John Townshend, 2.º Visconde Sydney
- John Townshend, 1.º Conde Sydney